# كاريس (اسم)
كاريس (بالإنجليزية: Carice)‏ هو اسم علم شخصي منتشر في الدول الغربية عند الإناث وبدرجة أقل عند الذكور، وهو من أصل اسكندنافي ومعناه المجد أو الطيبة.

## الشخصيات
- كاريس بشار ممثلة سورية
- كاريس فان هوتن ممثلة هولندية
- كاريس إنج طبيبة أمريكية
- كاريس ليفيرت لاعب كرة سلة أمريكي